# Ocean Avenue
Ocean Avenue is het vierde album van de Amerikaanse rockband Yellowcard, uitgebracht op 22 juli 2003.

## Tracklist
1. Way Away
2. Breathing
3. Ocean Avenue
4. Empty Apartment
5. Life of a Salesman
6. Only One accoustic
7. Miles Apart
8. Twentythree
9. View from Heaven
10. Inside Out
11. Believe
12. One Year, Six Months
13. Back Home

## Bezetting
- Ryan Key - Leadzanger, rhytmische gitaar
- Sean Mackin - Viool, achtergrondzang
- Ben Harper - Leadgitaar
- Peter Mosely - Basgitaar
- Longineu W. Parsons III - Drums